# Тера де Лемос
Тера де Лемос (на испански: Comarca de Terra de Lemos; на галисийски: Terra de Lemos) е район (комарка) в Испания, част от провинция Луго на автономната област Галисия. Населението е около 33 900 души.

## Общини в района
- Боведа
- Монфорте де Лемос
- Пантон
- Пуебла дел Бролон
- Савиняо
- Собер